# Capizi főegyházmegye
A Capizi főegyházmegye (tagalog:Artsidiyosesis sang Capiz, angolul: Roman Catholic Archdiocese of Capiz; latinul: Archidioecesis Capicensis) a római katolikus egyház egyik egyházmegyéje Fülöp-szigeteken. Két szuffragáneus egyházmegyéje van, a Kalibói és a Rombloni egyházmegye. Érseki székvárosa Roxas, ahol a főszékesegyház, a Szeplőtelen fogantatás-bazilika áll.

## Szomszédos egyházmegyék
- San Jose de Antique-i egyházmegye (délnyugat)
- Kalibói egyházmegye (nyugat)
- Masbatei egyházmegye (északkelet)
- Jarói főegyházmegye (dél)